# Penya Femenina Barcelonista
La Penya Femenina Barcelonista, va ser un equip de futbol femení amb seu a Barcelona, precedent del Club Femení Barcelona.

## Història
Va ser creat el Nadal de 1970 amb l'impuls d'Inma Cabecerán i amb l'objectiu de convertir-se en la secció femenina del Futbol Club Barcelona.
Va jugar el seu primer partit sota la denominació de Selecció Ciutat de Barcelona, el 25 de desembre de 1970 al Camp Nou, davant d'uns 60.000 espectadors, en un festival benefic contra la UE Centelles. Duia uniforme de samarreta blanca, pantalons blaus i mitges blaugranes. El partit va acabar 0-0, i en els penals el resultat va ser de 4-3. Entrenat per Antoni Ramallets, va estar integrat per Mínguez, Gimeno, Gazulla, Vilaseca, Arnau, Jaques, Mayte, Cabecerán, Llansá, Estivill, Fernández, Ortiz, Pérez, Nieto, Ros i Comas.
Va ser el 1971 quan van adoptar la denominació de Penya Femenina Barcelonista i, tot i no dependre encara del club, van començar a rebre ajudes econòmiques i de material per part del F. C. Barcelona, presidit llavors per Agustí Montal Costa. Aquest dirigent va accedir a patrocinar l'equip amb el compromís d'incorporar-lo en un futur a l'estructura del club, sempre que tingués èxit. Sí que van poder portar llavors els colors blaugrana de l'entitat barcelonista, encara que sense l'escut, en un primer pas cap a l'establiment de l'equip femení.